# Mongoloraphidia dshamilja
Mongoloraphidia dshamilja är en halssländeart som beskrevs av H. Aspöck et al. 1995. Mongoloraphidia dshamilja ingår i släktet Mongoloraphidia och familjen ormhalssländor. Inga underarter finns listade i Catalogue of Life.